# Chambon (Cher)
Chambon – miejscowość i gmina we Francji, w Regionie Centralnym, w departamencie Cher.
Według danych na rok 1990 gminę zamieszkiwały 122 osoby, a gęstość zaludnienia wynosiła 9 osób/km² (wśród 1842 gmin Regionu Centralnego Chambon plasuje się na 1014. miejscu pod względem liczby ludności, natomiast pod względem powierzchni na miejscu 961.).